# Linguaggio di markup generalizzato IBM
Il linguaggio di markup generalizzato IBM (GML) è un insieme di procedure che implementano tag procedurali di markup per il formattatore di testo IBM e SCRIPT. Lo SCRIPT/VS è il componente principale del Document Composition Facility della IBM (DCF). Un set iniziale di tag GML è fornito con i prodotti DCF.
GML è stato sviluppato nel 1969 e agli inizi del 1970 da Charles Goldfarb, Edward Mosher e Raymond Lorie (le cui iniziali dei cognomi sono stati utilizzati da Goldfarb per coniare il termine GML).
Utilizzando GML, un documento viene contrassegnato con tag che definiscono il tipo del testo in termini di paragrafi, intestazioni, elenchi, tabelle e così via. Il documento può essere formattato automaticamente per diverse periferiche semplicemente specificandone il profilo. Ad esempio, è possibile formattare un documento per una stampante laser, per una stampante di linea o per una schermata semplicemente specificando un profilo per il dispositivo senza modificare il documento stesso.
Lo Standard Generalized Markup Language (SGML), una tecnologia standard ISO per la definizione di linguaggi di markup generalizzate per i documenti, discende da GML. L'XML (Extensible Markup Language) è stato inizialmente uno sviluppo semplificato dell'SGML, ma lo ha superato in termini di accettazione e sostegno in tutto il mondo.

## Esempio di script GML
```
   :h1.Chapter 1:  Introduction
   :p.GML supported hierarchical containers, such as
   :ol.
   :li.Ordered lists (like this one),
   :li.Unordered lists, and
   :li.Definition lists
   :eol.
   as well as simple structures.
   :p.Markup minimization (later generalized and formalized in SGML),
   allowed the end-tags to be omitted for the "h1" and "p" elements.
```

## Programmi correlati
Nei primi anni '80, la IBM sviluppò un apposito strumento di pubblicazione denominato Information Structure Identification Language (ISIL),  basato su GML, che è stato utilizzato per generare molta della documentazione IBM per i PC e altri prodotti. Nello stesso periodo, Don Williams sviluppò DWScript per utilizzare lo SCRIPT/VS sul PC IBM. Alla fine del 1980 è stato sviluppato un prodotto commerciale chiamato BookMaster, basato principalmente su ISIL. Nel 1986, Williams diede vita ad una versione di ISIL per PC chiamata DWISIL. Questi prodotti sono stati utilizzati solo internamente a IBM.